# Pico do Arieiro
Der Pico do Arieiro (auch Pico do Areeiro) ist mit einer Höhe von 1818 m der dritthöchste Berg Madeiras. Er ist im Gegensatz zu den zwei höheren Gipfeln Pico Ruivo (1861 m) und Pico das Torres (1851 m) mit einer vom Poiso-Pass ausgehenden Straße erschlossen und daher der meistbesuchte Gipfel der Insel. Unterhalb des Gipfels befinden sich zwei große Parkplätze und eine Cafeteria mit Souvenirshop. Von der Cafeteria aus kann in wenigen Schritten zur Gipfelsäule aufgestiegen werden. 
Der Pico do Arieiro befindet sich im Verwaltungsgebiet der Hauptstadt Funchal in der Freguesia (Gemeinde) Santo António. 
Unmittelbar neben dem Gipfel steht eine weithin sichtbare Radarstation der Portugiesischen Luftstreitkräfte.
Die etwa 50 Kilometer entfernte Nachbarinsel Porto Santo kann dann ebenso am Horizont erkannt werden, wie die näher liegenden Ilhas Desertas. Im Herbst lässt sich am frühen Morgen dank der klaren Sichtverhältnisse die Ponta de São Lourenço erkennen, die im Sommer oder später am Tag im Dunst der aufsteigenden Feuchtigkeit der Vegetation verschwindet. Im Winter kann es hier zu kurzzeitigen rutschigen Straßenverhältnissen durch Schnee und Eis kommen.

## Höhenweg zum Pico Ruivo
Vom Gipfel des Pico do Arieiro aus führt ein Wanderweg am Pico das Torres vorbei zum höchsten Gipfel der Insel, dem Pico Ruivo. Die Wanderung bis zur Gipfelsäule des Pico Ruivo dauert drei bis dreieinhalb Stunden. Bis in die 1960er Jahre war es eine herausfordernde bergsteigerische Leistung. Durch den Bau von gesicherten Treppenwegen über die Grate und des Tunnels durch den Pico do Gato bleibt es anstrengend, ist aber für einigermaßen schwindelfreie Wanderer mit mittlerer Kondition machbar. Im mittleren Streckenabschnitt bietet sich momentan nur die Westroute durch den Tunnel Pico das Torres. Die Ostroute über den Grat hinweg ist seit 2018 wegen Hangabbrüchen dauerhaft gesperrt.
Vom Pico Ruivo aus kann man in einer Stunde zur Achada do Teixeira absteigen oder in fünf Stunden zur Boca da Encumeada wandern, von wo aus eine Straßen- und Busanbindung besteht.

## Flora

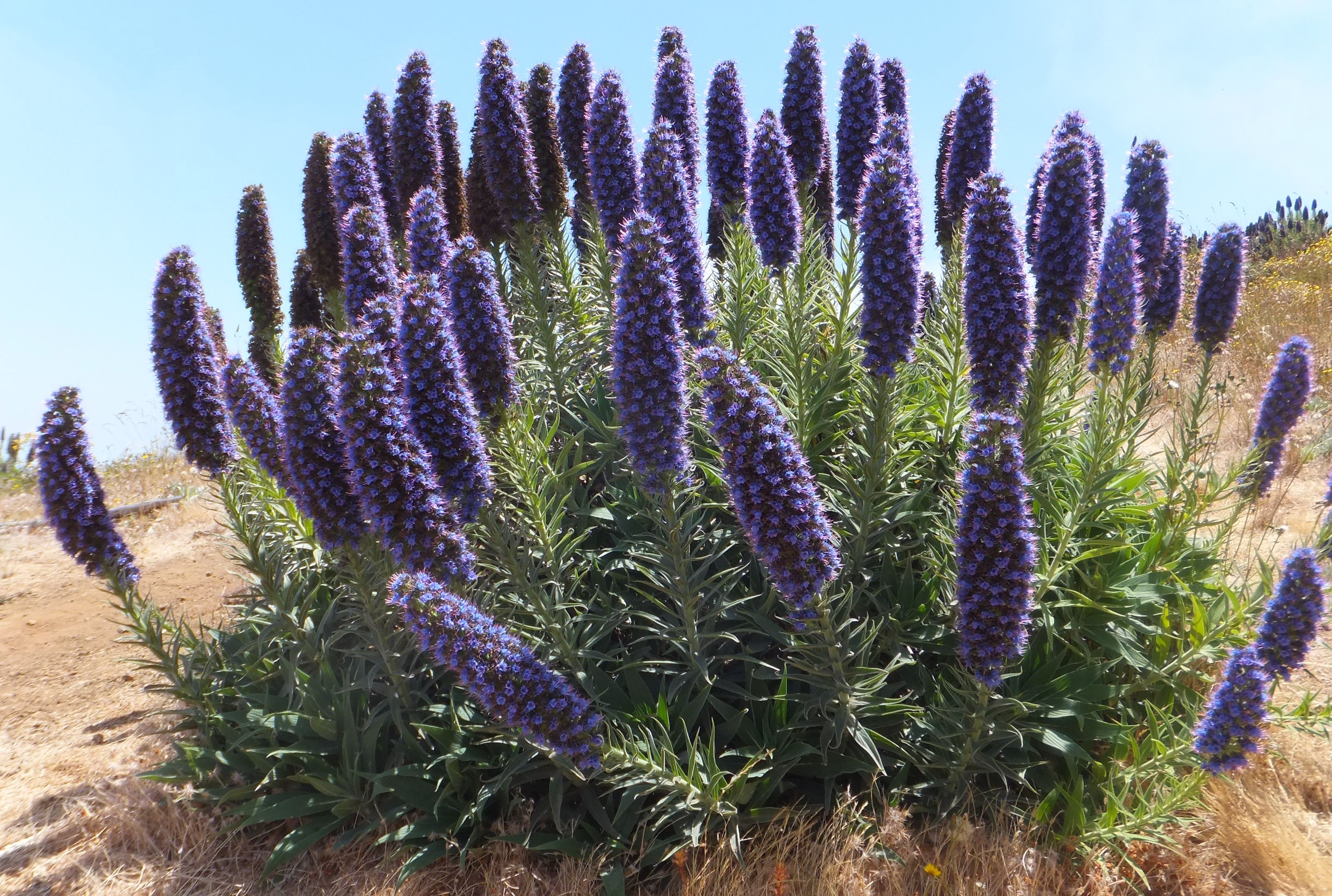
Madeira-Natternkopf am Pico do Arieiro

Angesichts der Höhenlage setzt der Frühling am Pico do Arieiro erst im späten Frühjahr ein. Im Mai/Juni blüht an den teils felsigen Hängen der Besenginster (Cytisus scoparius). Von der endemischen Bergflora setzt der Madeira-Natternkopf (Echium candicans) mit seinen bis zu 45 cm langen blauvioletten Blütenständen Akzente, lokal wird das Raublattgewächs auch „Stolz von Madeira“ genannt. An weiteren Endemiten seien Madeira-Augentrost (Odontites hollianus), Madeira-Grasnelke (Armeria maderensis) und aus der Familie der Orchideen das Felsen-Knabenkraut (Orchis scopulorum) erwähnt. Typisch für die Gebirgsflora Madeiras ist auch der Madeira-Steinbrech (Saxifraga maderensis).